# 認知症ケア指導管理士
認知症ケア指導管理士（にんちしょうケアしどうかんりし）とは、認知症の方への適切なケア、ケアを行う方への指導・管理を行える人材育成、介護・医療現場で認知症ケアに携わる方のスキルアップを目的に、公益財団法人・職業技能振興会が認可する民間資格。

## 概要
2010年7月より資格試験が実施されている。一般社団法人総合ケア推進協議会との共同認定である。2年毎に更新制度のある資格である。